# オープンソースカンファレンス
オープンソースカンファレンス（略称:OSC）とは2004年より日本全国各地で開催されているオープンソースをテーマにしたイベントである。スローガンは「オープンソースの「今」を伝える」。

## 内容
オープンソース関連のコミュニティや企業、団体が最新技術や成果を公開、発表したり一般来場者やOSCを後援、協賛する大手や著名な企業団体を含めて情報交換をしたり来場者向けにセミナーを開催するなどの活動を目的に出展することで日本におけるオープンソースの活性化を促している。入場料、参加料は無料であり運営費用は後援・協賛企業団体による寄付で賄われている。
宮原徹が発起人として主導しており、OSCを立ち上げるきっかけとなったのはオープンソースコミュニティを促進するために宮原自身が全国各地を回ってセミナーを開催する活動に限界を感じ、その活動の中で各コミュニティが情報発信や交流する場所を求めていることに気付いたことと、日本UNIXユーザ会主催による類似イベントである「オープンソースまつり」が開催されなくなったことによるものとしている。最初の開催は2004年9月4日に東京都新宿区にある日本電子専門学校を会場にした「オープンソースカンファレンス2004」だった。以降オープンソースカンファレンス実行委員会による主催で開催イベント数、開催会場数、来場者数を毎年増やし続けている。
しかし、宮原自身はOSCの規模が拡大すると共にOSCへの出展・発表を目的とする、つまり発表の場をOSCにしか求めないコミュニティが増えてきたことを懸念材料としており、OSCはあくまでも練習場所として出展・発表で得られたノウハウを独自開催を含めた勉強会やカンファレンスに活かし、OSCを介さずともそのノウハウが次々と別のコミュニティに広がることが理想と考えている。